# ودیتو (نیو مکزیکو)
ودیتو (به انگلیسی: Vadito) یک منطقهٔ مسکونی در ایالات متحده آمریکا است که در شهرستان تائوس، نیومکزیکو واقع شده‌است. ودیتو ۲٫۲ کیلومتر مربع مساحت و ۲۷۰ نفر جمعیت دارد و ۲٬۲۷۱ متر بالاتر از سطح دریا واقع شده‌است.